# Marvin Marsmand
Marvin Marsmand (engelsk navn Marvin the Martian) er en rumvæsenfigur fra Looney Tunes og Merrie Melodies -serien. Han optræder ofte som en skurk i tegnefilm og videospil og bærer en romersk soldats hjelm og nederdel . I den danske version, lægger Lars Thiesgaard stemme til Marvin. Blandt andet har Mel Blanc, Joe Alaskey, Bob Bergen og Eric Bauza lagt stemme til figuren.